# Karel M. De Lille
Karel Maarten Lodewijk De Lille (Maldegem, 6 juni 1932 - Ieper, 27 februari 2002) was een Belgisch leraar, volkskundige en historicus. 

## Levensloop
De Lille was een kleinzoon van Victor De Lille (1863-1940), de bekende uitgever van t Getrouw Maldegem, schrijver, polemist en politicus, getrouwd met de dichteres Octavie De Zutter (1867-1940). Hij was een zoon van Eugeen De Lille (Maldegem, 1901 - Türkheim, 1992), die arts was en tijdens de Tweede Wereldoorlog in de collaboratie stapte, ter dood werd veroordeeld, naar Zwitserland vluchtte en op hoge ouderdom stierf in Beieren. Zijn moeder was Irène Lagae (1903-1945). Karel was zelf getrouwd met Anna De Bleecker.
Na studies aan het Klein Seminarie Roeselare, behaalde Karel het diploma van regent. Hij werd leraar aan het college van Menen en vervolgens aan het Vrij Technisch Instituut van Ieper. Hij bleef actief in het onderwijs tot in 1989.
Karel De Lille wijdde zijn eerste boek in 1963 aan Alfons Van Hee, die in 1881 de West-Vlaamse volksalmanak 't Manneke uit de Mane oprichtte. Die almanak, waarvan de publicatie door de oorlogsomstandigheden was stilgevallen, werd onder impuls van De Lille vanaf 1963 weer gepubliceerd. Tot in 1975 was hij er de hoofdredacteur van. In 1973 publiceerde hij ook De Legende van ’t Manneke uit de Mane in Vlaanderen.
In 1965 was Karel De Lille medestichter en van 1975 tot aan zijn dood voorzitter van de heemkundige kring 't Iepers Kwartier. Als redacteur van Iepers Kwartier, het driemaandelijks tijdschrift van de vereniging, schreef hij tientallen artikels over familiegeschiedenis, volkskunde en heemkunde.

## Publicaties
- Alfons Van Hee, 1963.
- Jan Francies De Zutter, 1963.
- De Legende van ’t Manneke van de Mane in Vlaanderen, 1973.
- De Familie Rodenbach en Ieper
- De "Vaarnissen" van de meisjes Ferryn, speelvriendinnetjes van Albrecht Rodenbach, 1982.